# Алукарда, дочь тьмы
«Алукарда, дочь тьмы» (исп. Alucarda, la hija de las tinieblas) — фильм 1977 года режиссёра Хуана Лопеза Моктезумы.
В настоящее время фильм считается одним из лучших хорроров в истории мексиканского кинематографа.

## Сюжет
У Жюстины умирают родители, и её привозят в один из женских монастырей. Там её соседкой по комнате оказывается Алукарда — девушка, попавшая в обитель ещё младенцем. Мать Алукарды была связана с дьяволом. Алукарда и Жюстина быстро сдружаются. Во время одной из прогулок они оказываются в заброшенном здании, как раз в том самом, где умерла мать Алукарды. Здесь они признаются друг другу в любви и клянутся, что только смерть разлучит их. Алукарда открывает старый гроб, и из останков её матери в неё вселяется демон. В один из дней Алукарда вызывает Вельзевула, девушки принимают участие в обряде-оргии. Затем на одном из служений они отрекаются от Христа. Жюстина после этого тяжело заболевает. Доктор Осег, приехавший её лечить, не верит, что тут замешаны потусторонние силы. Но отец Лазаро, монастырский священник, решает провести обряд экзорцизма. Во время него Жюстина умирает. Узнав об этом, возмущённый доктор увозит Алукарду к себе домой, где знакомит её со своей дочерью Даниэлой. Но вернувшись в монастырь, он узнаёт, что умершая Жюстина исчезла, убив одну из монахинь. Её удаётся поймать и уничтожить. Но теперь и доктору ясно, что тут замешаны потусторонние силы. Он бросается домой, но оказывается, что Алукарда уже сбежала вместе с Даниэлой. Их обнаруживают в монастыре. В ходе сражения, где Алукарда пользуется дьявольскими силами, доктору удается спасти Даниэлу. Алукарду настигают в том самом здании, где в неё вселился демон. С большим трудом её удаётся уничтожить.

## В ролях
| В ролях            |  | Персонаж            |
| ------------------ |  | ------------------- |
| Тина Ромеро        |  | Алукарда            |
| Сюзана Камини      |  | Жюстина             |
| Клаудио Брук       |  | Доктор Осег / Цыган |
| Дэвид Сильва       |  | Отец Лазаро         |
| Биргитта Сегерског |  | Мать-настоятельница |

## Интересные факты
- Имя главной героини производно от мужского Алукард, что в свою очередь — написанное задом-наперёд «Дракула».